# Mohamed Lemine Ould Guig
 (juin 2019).
Si vous disposez d'ouvrages ou d'articles de référence ou si vous connaissez des sites web de qualité traitant du thème abordé ici, merci de compléter l'article en donnant les références utiles à sa vérifiabilité et en les liant à la section « Notes et références ».
Mohamed Lemine Ould Guig est un homme d'État mauritanien, né en 1959 en Mauritanie.
Il fut le 11e Premier ministre de son pays du 18 décembre 1997 au 16 novembre 1998.

## Biographie
Mohamed Lemine Ould Guig est originaire de Oualata et a une formation d'avocat. Il est professeur de droit à l'Université de Nouakchott dans les années 1990, mais il est à l'époque peu connu des milieux politiques. Guig est directeur de l'enseignement supérieur et sa région est considérée comme un bastion de la majorité présidentielle (PRDS).
Le 18 décembre 1997, il est nommé Premier ministre par le président Maaouiya Ould Sid'Ahmed Taya peu de temps après une élection. Guig remplace le fonctionnaire Cheikh El Avia Ould Mohamed Khouna. Au moment de sa nomination, Guig a 39 ans et est le plus jeune Premier ministre du monde. Il est démis de ses fonctions de Premier ministre le 16 novembre 1998 et Khouna a assumé ses fonctions. En 2003, Guig est nommé Commissaire à la sécurité alimentaire, en remplacement de Sidi Mohamed Ould Biye.
À la suite du coup d'État mauritanien de 2008, Guig est nommé secrétaire général par le chef du coup d'État, Mohamed Ould Abdel Aziz. En 2014, M. Guig est nommé président de la Commission africaine de l'Union africaine chargée de superviser l'élection présidentielle en Égypte, qui aboutit à l'élection du général Abdel Fattah el-Sissi.
Le 9 janvier 2015, Guig est nommé inspecteur général de l'État et s'est engagé à lutter contre la mauvaise gestion et le détournement de biens publics. Cependant, en juin 2015, Guig est nommé secrétaire général adjoint de la Ligue arabe, chargé de la gestion des affaires financières.